# PGM-19 Jupiter
Pour les articles homonymes, voir Jupiter.

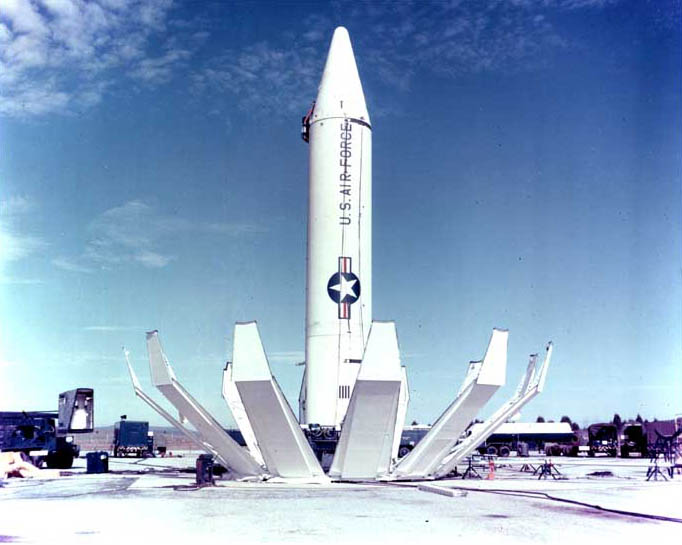
Un missile balistique Jupiter.

Le PGM-19 Jupiter est un missile balistique de portée intermédiaire de l'armée de l'air américaine, initialement développé dans les années 1950 dans le cadre d'un programme commun de l'armée de terre et de la Marine. Cette dernière se retire du projet fin 1956, alors que les spécifications sont figées. Le Jupiter est une évolution du missile à courte portée PGM-11 Redstone ; comme celui-ci, il est conçu par l'ingénieur d'origine allemande Wernher von Braun. Pour répondre à des contraintes de manipulation à bord des navires, c'est un missile au gabarit assez trapu, avec une hauteur de seulement 18 mètres pour un diamètre de 2,7 mètres. À terre, il est tiré depuis des installations mobiles, malgré sa masse qui atteint 50 tonnes. Son étage unique est propulsé par un moteur-fusée Rocketdyne S-3D produisant 667 kN de poussée et alimenté par des ergols constitués d'oxygène liquide et de RP-1 (un dérivé très raffiné du kérosène).
Il est déployé à compter de 1959 en Italie puis en Turquie, mais est retiré du service opérationnel en 1963, dans le cadre d'une clause secrète du règlement de la crise des missiles de Cuba passée entre les gouvernements américain et soviétique. Le missile Jupiter a une brève carrière comme lanceur sous l'appellation Juno II entre 1958 et 1961. Pour répondre aux besoins d'un lanceur civil plus puissant en attendant la Saturn V, von Braun développe les fusées Saturn I et IB, dont le premier étage est constitué d'un assemblage du corps d'un missile Jupiter, placé en position centrale, et de huit corps de missiles Redstone.

## Historique
Pour un article plus général, voir Histoire du missile balistique.

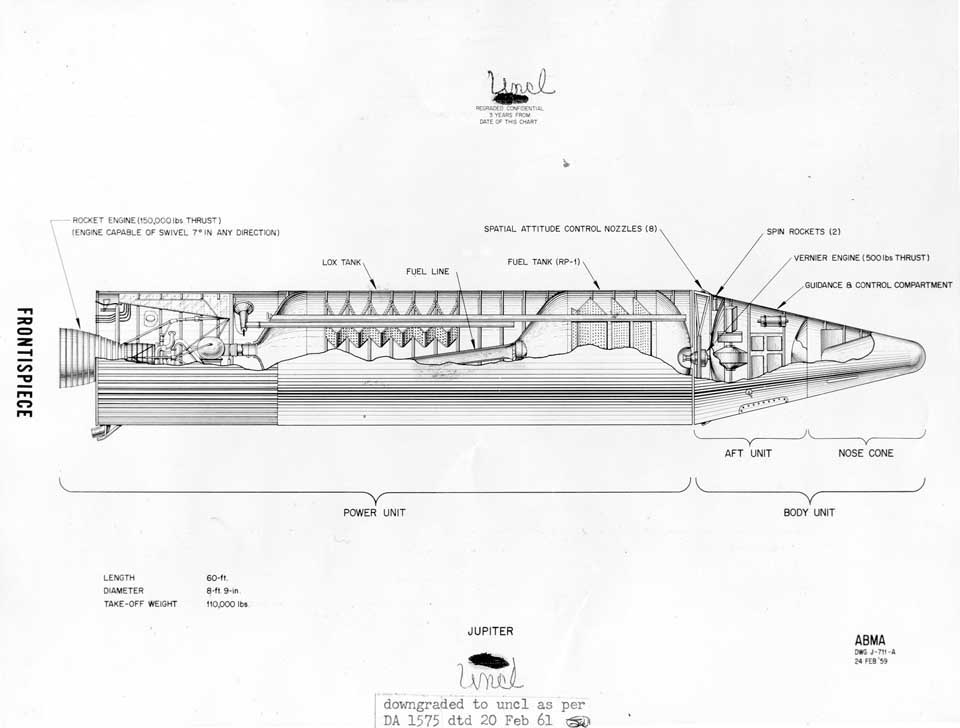
Coupe d'un missile Jupiter.

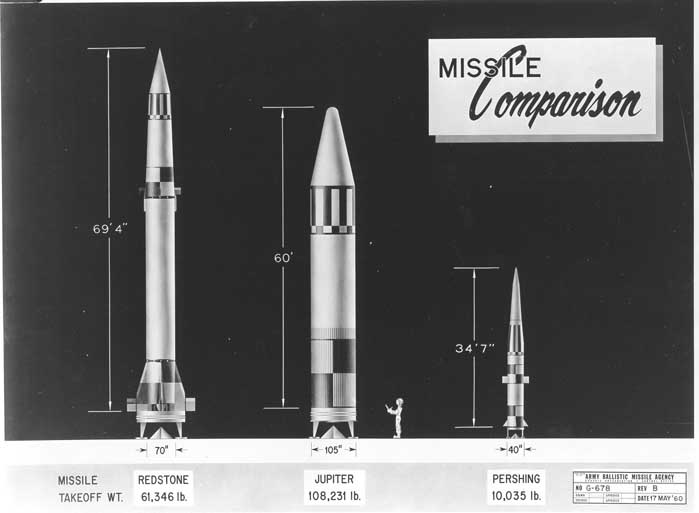
Comparaison des deux missiles dérivés du Redstone, dont le Jupiter.

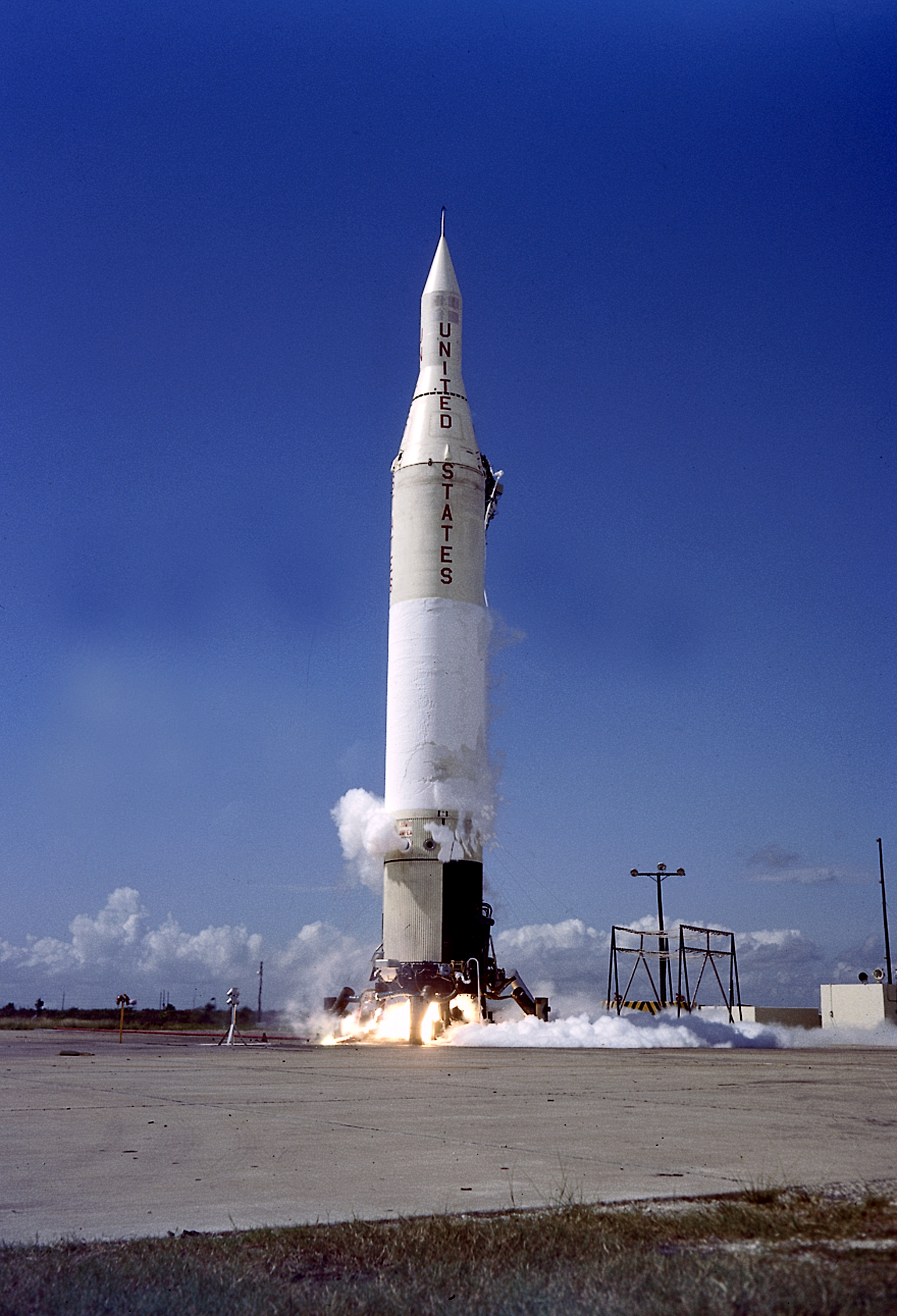
Une fusée Juno-II dérivée du lanceur Jupiter lance le satellite Explorer 7 (1959).

La création du missile Jupiter est liée à l'existence du missile Redstone. La conception de celui-ci remonte à 1948, lorsque l'armée américaine contacte la société General Electric pour le développement d'un missile à courte portée.
En 1952, après différentes études, le projet est figé et baptisé « Redstone ». Le missile Redstone est mis au point par une équipe d'ingénieurs allemands amenés aux États-Unis après la défaite allemande de 1945 (Opération Paperclip) : les ingénieurs, encadrés par Wernher von Braun, sont ceux qui ont conçu le célèbre missile V2 quelques années auparavant.
En juillet 1954, Wernher von Braun se voit confier la mise au point du Jupiter, un missile de portée intermédiaire (2 400 km) que l'ingénieur propose de réaliser en faisant évoluer le concept du missile Redstone. L'année suivante, le Jupiter est tiré pour la première fois depuis la base de lancement de Cap Canaveral.
En décembre 1955, les secrétaires américains de l'Armée et de la Marine annoncent un programme commun d'armement terrestre et naval, afin d'équiper les bases de missiles balistiques. Le Jupiter est un missile plus court, conçu pour être embarqué sur les bateaux. La Marine se retire du projet en novembre 1956 pour développer le missile Polaris, qui utilise des propergols solides, à la mise en œuvre plus facile à bord de navires. Malgré le retrait de la Marine, l'IRBM Jupiter, dont le développement a débuté, conserve ses faibles dimensions qui rendent difficile son transport par les avions cargos de l'époque.
Peu après, en novembre 1956, le ministère de la Défense nationale américaine décide que l'armée de l'air américaine aura la responsabilité de tous les missiles stratégiques jusque-là développés par l'armée de terre ; l'armée de terre américaine ne conserve que les missiles de champ de bataille à courte portée. Le programme Jupiter se trouve alors mis en concurrence avec un missile aux caractéristiques similaires que l'armée de l'air avait mis en chantier, le PGM-17 Thor, en ignorant délibérément l'existence du projet Jupiter déjà en cours.
Le missile Jupiter est parfois confondu avec une autre fusée de l'armée de l'air américaine, la Jupiter-C, également appelée « Juno I ». Cette dernière est un missile Redstone transformé en lanceur par ajout de trois étages supérieurs à poudre. Conçue pour effectuer des tests de rentrée atmosphérique d'ogive nucléaire, elle atteint une altitude de 1 000 km et peut franchir une distance de 5 300 km. Après quelques modifications, elle sera utilisée pour lancer le premier satellite américain Explorer 1, à la suite de la défaillance du lanceur Vanguard.
Le missile Jupiter, comme le missile Redstone, a été transformé en lanceur par ajout d'étages supérieurs à poudre. La carrière de la fusée résultant de cet assemblage et baptisée Juno II est toutefois relativement brève, avec seulement dix vols effectués entre 1958 et 1961.
Pour répondre aux besoins d'un lanceur civil plus puissant en attendant la Saturn V, von Braun développe les fusées Saturn I et IB, dont le premier étage est constitué du corps d'un missile Jupiter en position centrale et de huit corps de missile Redstone installés autour.

## Les vols biologiques
Le missile Jupiter a été utilisé dans le cadre d'une série de vols d'essai sous-orbitaux. Le 13 décembre 1958, le Jupiter AM-13 fut lancé de Cap Canaveral en Floride avec à son bord un singe écureuil d'Amérique du Sud surnommé « Gordo (en) ». Les données de télémétrie envoyées durant le vol démontrèrent que le singe résista successivement à 10 g de poussée (100 m/s2), 8 minutes d'apesanteur, puis à 40 g (390 m/s2) soit 10 000 km/h (4,5 km/s) à son entrée dans l'atmosphère. Malheureusement le parachute de secours de l'ogive ne fonctionna pas et Gordo ne survécut pas au vol. L'ogive coula à 1 302 milles nautiques (2 411 km) au large de Cap Canaveral et ne fut pas retrouvée.
Un autre vol biologique eut lieu le 28 mai 1959. À bord du Jupiter IRBM AM-18, furent embarqués un singe Rhésus de 3,2 kg (7 livres) surnommé « Able » et un singe écureuil d'Amérique du Sud de 310 g (11 onces) surnommé « Baker ». Les singes ont été placés dans l'ogive du missile et envoyés à une altitude de 360 milles (579 km) et à une distance de 1 700 milles (2 700 km) au large de la base de Cap Canaveral. Ils ont résisté à une accélération 38 fois supérieure à la gravité normale et sont restés en apesanteur durant environ 9 minutes. Ils résistèrent à une vitesse supérieure à 10 000 km/h (4,5 km/s) durant 16 minutes de vol. Après l’amerrissage, l'ogive de Jupiter qui transportait Able et Baker fut récupérée dans la mer par l'USS Kiowa (en).
Les singes ont survécu au vol mais, quatre jours après, Able succomba d'une réaction à l'anesthésie durant une intervention chirurgicale destinée à enlever une électrode médicale. Baker est mort le 29 novembre 1984 à l’Alabama Space and Rocket Center d'Huntsville en Alabama. Gordo, Able et Baker sont seulement trois des nombreux singes qui ont été envoyés dans l'espace.

## Le déploiement militaire

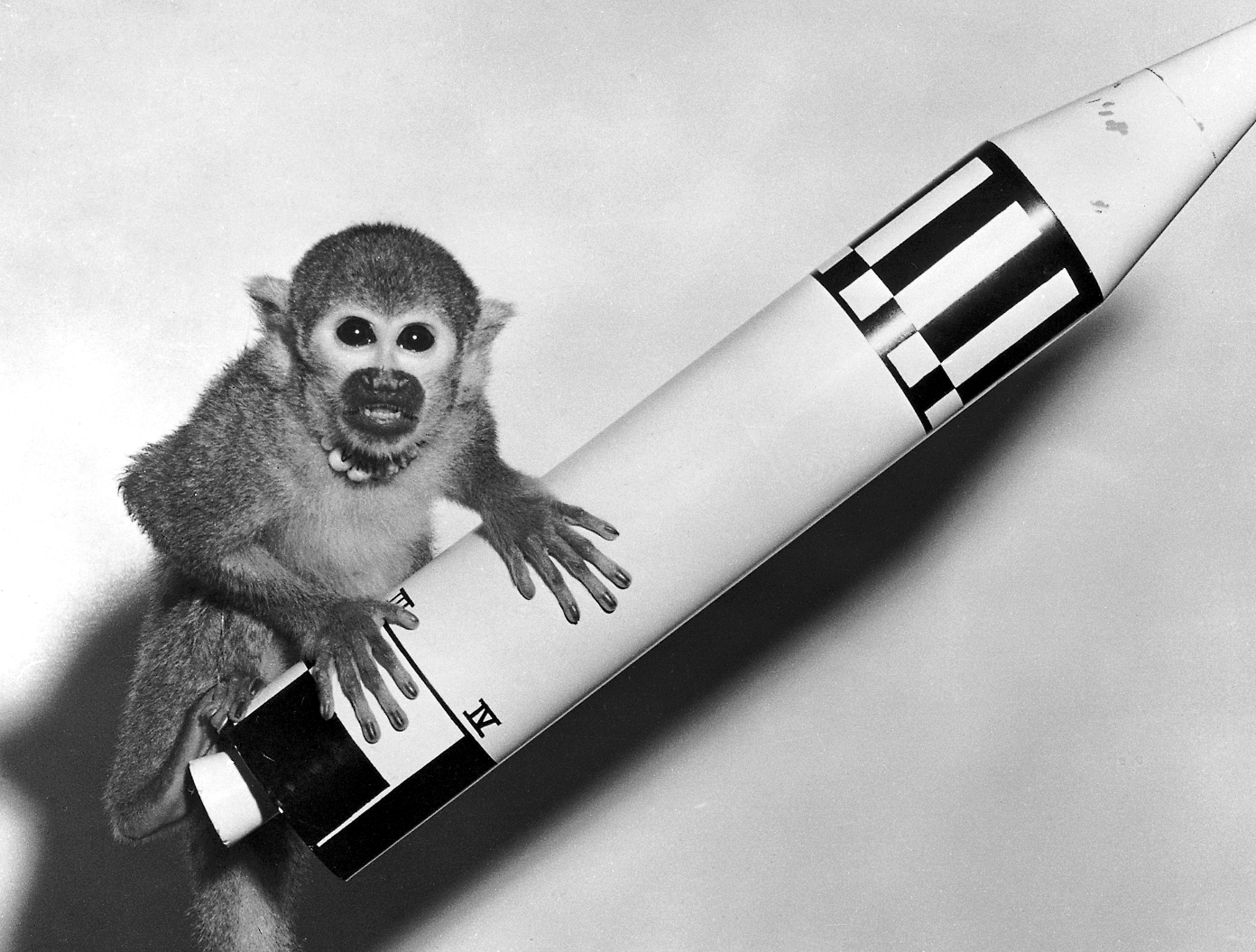
Le singe Baker.

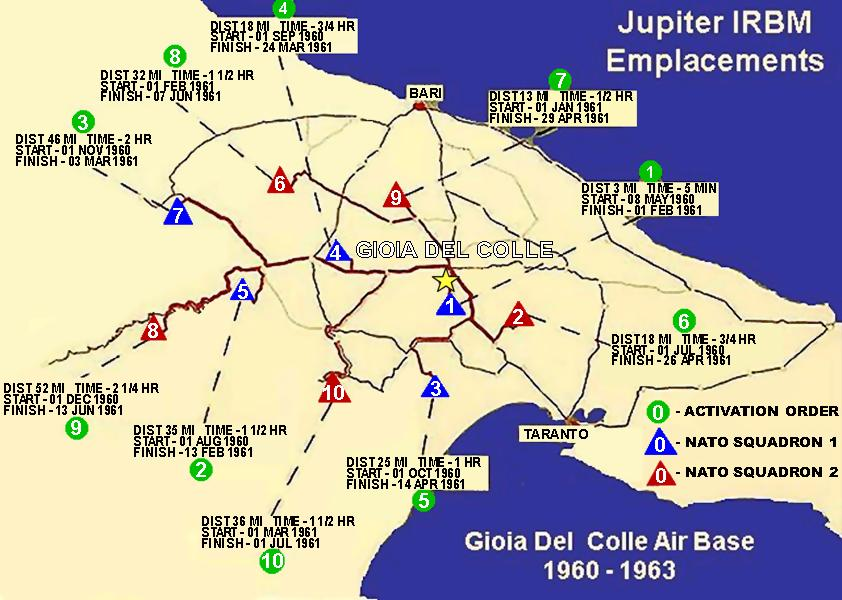
Déploiement des missiles Jupiter en Italie entre 1961-1963, Gioia Colle.

En avril 1958, le département de la défense des États-Unis informa l'armée de l'air des États-Unis qu'elle avait, à titre d'essai, l'intention de déployer les trois premières batteries de missiles Jupiter (45 missiles) en France. Les négociations entre la France et les États-Unis échouèrent en juin 1958. Charles de Gaulle, nouveau président français, refusa d'accueillir les missiles Jupiter sur le territoire national. Les États-Unis étudièrent les autres possibilités de les déployer en Europe et en Asie mineure. Ils négocièrent avec l'Italie et la Turquie.
Dès 1959, l'USAF déploya quatre batteries (60 missiles) de missiles Thor en Grande-Bretagne autour de Nottingham.
Dans la même année, en avril 1959, l'armée de l'air américaine déploya deux batteries d'IRBM Jupiter en Italie. Les trente missiles ont été installés sur dix sites italiens entre 1961 et 1963. Ils étaient actionnés par l'armée de l'air italienne, mais les ogives nucléaires étaient armées et commandées par le personnel de l'USAF. Les missiles ont été déployés dans la campagne italienne et étaient actionnés par la 36e Aerobrigata Interdizione Strategica, installée à l'extérieur de la base aérienne de Gioia del Colle en Italie. On rapporte qu'en 1962, un avion bulgare de reconnaissance MiG-17 s'écrasa dans une oliveraie près d'un des emplacements de lancement de missiles Jupiter en Italie, après avoir survolé le site.
Durant l'administration Eisenhower, en octobre 1959, la Turquie et le gouvernement américain signèrent un accord sur l'installation d'IRBM Jupiter sur les bases militaires de l'OTAN dans le sud du pays.
Quinze missiles furent déployés sur cinq sites près d'Izmir en Turquie entre 1961 et 1963. Ils étaient servis par le personnel de l'armée de l'air des États-Unis. Le premier vol de trois missiles Jupiter a été réalisé en octobre 1962 à l'initiative de la Türk Hava Kuvvetleri (l'armée de l'air turque) durant la crise des missiles de Cuba. Le personnel de l'armée de l'air américaine commandait et armait les ogives nucléaires.
L'emplacement des missiles Jupiter en Turquie reste secret et ce, plus de 40 ans après leur installation. Il semblerait que d'après ceux qui ont participé à l'installation des missiles turcs en 1961, un des cinq sites était dans les montagnes près de Manisa et un autre était dans les montagnes près d'Akhisar. La base centrale était la base aérienne de Cigli.
À quatre occasions, entre la mi-octobre 1961 et la mi-août 1962, des missiles mobiles Jupiter portant des ogives nucléaires de 1,4 mégatonne (5,9 PJ) ont été frappés par la foudre dans des bases italiennes. Dans chaque cas, les batteries thermiques ont été déclenchées, et à deux occasions, le gaz de « poussée » de tritium-deutérium a été injecté dans les ogives, les armant partiellement. Pour protéger les différents sites italiens et turcs de la foudre, l'armée de l'air des États-Unis a décidé de placer des tours-paratonnerre autour des installations.
Bien avant que les Jupiter turcs ne soient installés, les missiles, capables d'atteindre le territoire soviétique, étaient déjà en grande partie obsolètes et de plus en plus vulnérables face à d'éventuelles attaques soviétiques. Dès 1961, le président John Fitzgerald Kennedy ordonna le démantèlement de tous les Jupiter IRBM. L'armée de l'air prit cependant du retard dans les opérations de retrait. Le président fut très en colère d'apprendre que plus d'un an après, les missiles n'avaient toujours pas été enlevés.
La totalité des IRBM Jupiter furent mis hors service au mois d'avril 1963. Cette décision contribua à désamorcer la crise des missiles de Cuba en octobre 1962. En effet, dans le cadre d'accords secrets entre les Soviétiques et les Américains, le retrait des missiles Jupiter était une clause du retrait des missiles balistiques installés à Cuba par l'Union soviétique. Les missiles Thor installés en Grande-Bretagne sont également retirés en 1963 suite au même accord.